# Сомхетский хребет
Сомхе́тский хребе́т, Вирахайо́цский хребе́т или хребе́т Ахзе-бею́к (арм. Վիրահայոց լեռներ, груз. ლოქის ქედი) — горный хребет в Армении и Грузии, расположенный в средней части Малого Кавказа.
Длина хребта составляет 75 км. Максимальная высота достигает 2543 м (гора Лалвар). Хребет рассечён поперечным ущельем реки Дебед. Сложен базальтами, андезитами, песчаниками и известняками с интрузиями гранитоидов.
Хребет имеет пологие склоны в западной половине, крутые — в восточной. Северный склон хребта покрыт лесом, на южном склоне преобладает горная степь с разреженными кустарниковыми зарослями. Также на южном склоне обнаружено месторождение медных руд (Алаверди).